# Carpolestes simpsoni
Carpolestes simpsoni é uma espécie extinta de Plesiadapiformes, a qual é uma das mais antigas de mamíferos aparentadas com primata encontráveis no registro fóssil durante o último Paleoceno. O C. simpsoni tinha dedos preênseis mas não olhos direcionados para a frente.
Pesando aproximadamente 100 gramas, C. simpsoni aparenta ser adaptado a um habitat arborícola.  Uma grande unha do artelho opositora aos outros artelhos, permitindo um agarre firme sobre galhos. Como outras espécies de Carpolestes, a morfologia dental do C. simpsoni é especialmente adaptada a comer frutas, folhas, e invertebrados.
A anatomia cranial do Carpolestes simpsoni tem sido estudada por tomografia de raios X de alta resolução, buscando evidências das relações entre plesiadapiformes e Euprimatas.